# Neziekien
De Seder Nezikien (Hebreeuws: נזיקין) is de vierde van de zes Ordes (Sedarim) van de Misjna. De letterlijke Nederlandse vertaling is "Orde van Schade". De Seder gaat over civiel recht en crimineel recht.
De Seder Nezikien telt 10 traktaten:
1. Baba Kama (בבא קמא, Eerste deel) - dit traktaat handelt vooral over civielrechtelijke zaken, vooral schade en compensatie. 10 hoofdstukken.
2. Baba Metsia (בבא מציעא, Tweede deel) - dit traktaat handelt over civielrechtelijke zaken als onrechtmatige daden en eigendomsrechten. Dit traktaat telt 10 hoofdstukken.
3. Baba Batra (בבא בתרא, Derde deel) - handelt vrijwel uitsluitend over wetten en verordeningen omtrent landeigendom. Ook dit traktaat telt 10 hoofdstukken.
4. Sanhedrin (סנהדרין, Gerechtshof) - handelt over de samenstelling van het gerechtshof, getuigenverhoor en criminele rechtspraak. 11 hoofdstukken.
5. Makot (Slagen) - dit traktaat hangt nauw samen met het voorafgaande traktaat. Handelt over lijfstraffen (Deut. 23:1vv.), valse getuigen (Deut. 19:19), over onopzettelijk gepleegde doodslag en de vrijsteden (Num. 35:9vv.; Deut. 19:1vv.).[2] Dit traktaat telt 3 hoofdstukken.
6. Sjevoeot (שבועות, Eden) - Over gerechtelijke en andere eden (Lev. 5:4vv.).[3] 8 hoofdstukken.
7. Edoejot (עדויות, Getuigenissen) ook wel Bechirta (Het uitgelezene) genoemd - dit traktaat handelt over verschillende getuigenissen uit latere tijd die teruggaan op uitspraken van wijzen uit de tijd van de Misjna. 8 hoofdstukken.
8. Avoda Zara (עבודה זרה, Afgodendienst) - over afgodendienst en wat daaronder verstaan dient te worden. Dit traktaat telt 5 hoofdstukken.
9. Avot (אבות, De Vaderen) - dit traktaat bevat een collectie spreuken van oude wijzen en rabbijnen; meestal zijn die spreuken van ethische aard. Dit traktaat telt 5 of 6 hoofdstukken.
10. Horajot (הוריות, Beslissingen) - handelt over gemeenschappelijke zondeoffers na de constatering van foute beslissingen genomen door het Sanhedrin (Gerechtshof) (Lev. 4:13vv.). 3 hoofdstukken.

Aanvankelijk vormden de traktaten Baba Kama, Baba Metsia en Baba Batra één groot traktaat (Nezikien). Later werd het uit praktische overwegingen opgedeeld in drie delen.
Zowel in de Babylonische als de Jeruzalemse Talmoed kent ieder traktaat – met uitzondering van Edoejot en Avot – Gemarot.